# Tenryū-Klasse
Die Tenryū-Klasse (japanisch 天龍型軽巡洋艦 Tenryū-gata kei-jun’yōkan) war eine Klasse von zwei Leichten Kreuzern der Kaiserlich Japanischen Marine, die Ende der 1910er gebaut wurden und im Zweiten Weltkrieg zum Einsatz kamen.

## Geschichte

### Entwicklungsgeschichte
Vor und während des Ersten Weltkriegs bauten nur Großbritannien und Deutschland in größerem Umfang Schiffe, welche als Leichte bzw. Kleine Kreuzer bezeichnet wurden. Diese Kreuzer hatten die Aufgabe Gefechte mit gleich großen Schiffen und Zerstörern bzw. Torpedobooten zu führen, Küstenziele zu bekämpfen, Handelskrieg zu führen oder als Führungsschiffe für Zerstörerverbände zu dienen. Außerdem sollten sie die klassischen Aufklärungsaufgaben übernehmen.
Bisher verfügte die japanische Marine nur über sechs (die Tone, zwei Yodo- und drei Chikuma-Klasse) Kleine Geschützte Kreuzer, welche aber für die angedachte Hauptaufgabe als Flaggschiff eines Zerstörergeschwaders, bestehend aus drei bis vier Zerstörerdivisionen mit je vier Zerstörern, zu langsam waren. Daher entschied man eine neue Kreuzerklasse mit 3.500 t Verdrängung, Geschwindigkeit über 30 kn und Panzerung gegen 10,2-cm-Geschütze zu konstruieren. Diese basierte lose auf den britischen Kreuzern der Arethusa- bzw. C-Klasse, führte aber anders als diese und frühere japanische Kreuzer keine Geschütze des Kalibers 15,2-cm, sondern solche in 14 cm. Ebenfalls sollten erstmal Drillingstorpedorohrsätze auf Schiffen der Kaiserlich Japanischen Marine verbaut werden. Mit ihren drei Schornsteinen – der mittlere war deutlich breiter als die beiden anderen – war das Aussehen der Klasse markant und die Schiffe leicht zu identifizieren.
Die Tenryū-Klasse und etwa zeitgleich gebaute und vergleichbare Kreuzerklassen.
| Klasse                   | Chikuma    | Tenryū     | Kuma       | Cöln            | Helgoland         | Arethusa               | Carlisle               | Danae                  |
| ------------------------ | ---------- | ---------- | ---------- | --------------- | ----------------- | ---------------------- | ---------------------- | ---------------------- |
| Land                     | Japan      | Japan      | Japan      | Deutsches Reich | Österreich-Ungarn | Vereinigtes Königreich | Vereinigtes Königreich | Vereinigtes Königreich |
| Bauzeitraum              | 1911–1912  | 1917–1919  | 1918–1921  | 1915–1918       | 1911–1915         | 1912–1915              | 1917–1922              | 1916–1922              |
| Konstruktionsverdrängung | 5.800 t    | 3.282 t    | 5.100 t    | 5.620 t         | 3.540 t           | 3.568 t                | 4.200 t                | 4.970 t                |
| Länge über alles         | 134,1      | 142,93     | 163,07     | 155,5           | 130,6             | 132,9                  | 138,0                  | 143,6                  |
| Breite                   | 14,2       | 12,04      | 14,25      | 14,2            | 12,77             | 11,9                   | 13,3                   | 13,9                   |
| max. Tiefgang            | 5,1        | 3,96       | 4,8        | 6,43            | 4,95              | 4,75                   | 4,3                    | 5,0                    |
| max. Geschndigkeit       | 26 kn      | 33 kn      | 36 kn      | 27,5 kn         | 27,3 kn           | 28,5 kn                | 29,5 kn                | 29 kn                  |
| Hauptbewaffnung          | 8× 15,2 cm | 4× 14 cm   | 7× 14 cm   | 8× 15 cm        | 9× 10 cm          | 2× 15,2 cm 6× 10,2 cm  | 5× 15,2 cm             | 6× 15,2 cm             |
| Flugabwehr               | 8× 7,62 cm | 1× 7,62 cm | 2× 7,62 cm | 3× 8,8 cm       | 1× 7 cm           | 3× 4,7 cm              | 2× 7,62 cm 2× 4 cm     | 2× 7,62 cm 4× 4 cm     |
| Torpedos                 | 3× 45,7 cm | 6× 53,3 cm | 8× 53,3 cm | 4× 60 cm        | 6× 53,3 cm        | 4× 53,3 cm             | 8× 53,3 cm             | 12× 53,3 cm            |

Bereits während ihres Baus zeigte sich, dass die Tenryū-Klasse zu langsam war, um mit den neuesten geplanten japanischen Zerstörern mithalten zu können, welche eine Konstruktionsgeschwindigkeit von 39 kn hatten. Ebenfalls zeigte sich ein Mangel an Feuerkraft, insbesondere im Vergleich zu den neuen Leichten Kreuzern der amerikanischen Omaha-Klasse. Weshalb schon ab August 1918 mit Bau einer weiterentwickelten Nachfolgeklasse begonnen wurde.

### Modernisierungen

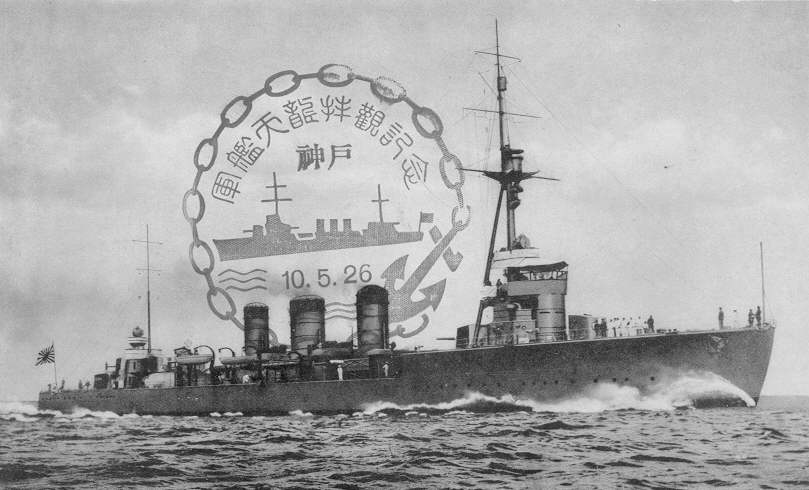
Tenryū im Jahr 1926 mit Dreibeinmast

Zwischen der Indienststellung und dem Jahr 1940 wurden, bis auf die Ersetzung des einfachen Pfahlmastes hinter der Brücke gegen einen Dreibeinmast und der zwei 6,5-mm-Typ-3 gegen zwei 13,2-mm-Typ-93 Maschinengewehre keine wesentlichen Änderungen an beiden Schiffen vorgenommen. Es wurde in den Jahren 1935/36 und 1938/39 zwar erwogen sie in Flugabwehrkreuzer umzurüsten – ersetzen der vier einzelnen 14-cm-Geschütze durch vier Doppellafetten mit 12,7-cm- bzw. 10-cm-Geschützen – aber durch mangelnde Werftkapazitäten konnten diese Pläne nicht umgesetzt werden. Ab November 1940 kam es in Vorbereitung des Pazifikkrieges zu einer leichten Modernisierung. Dabei wurde die bisher vorhandene Flugabwehrbewaffnung durch zwei 2,5-cm-Doppellafetten ersetzt, die Brücke mit einem Blechdach geschlossen und die beiden Kessel für Mischbefeuerung auf Ölbefeuerung umgerüstet.
Da beide Schiffe zu Beginn des Pazifikkrieges als Einheiten der Zweiten Linie betrachtet wurden, kam es nur zu einer geringen Verstärkung der Flugabwehr auf zehn 2,5-cm-Geschütze. Möglicherweise erhielt die Tatsuta während eines Werftaufenthaltes im August/September 1943 ein Radar des Typ 21 oder 22.

## Einheiten
| Name           | Bauwerft             | Kiellegung    | Stapellauf    | Indienststellung  | Verbleib                                                                                          |
| -------------- | -------------------- | ------------- | ------------- | ----------------- | ------------------------------------------------------------------------------------------------- |
| Tenryū (天龍)  | Marinewerft Yokosuka | 17. Mai 1917  | 11. März 1918 | 20. November 1919 | versenkt am 18. Dezember 1942 durch amerik. U-Boot Albacore, in der Bismarcksee bei Madang        |
| Tatsuta (龍田) | Marinewerft Sasebo   | 24. Juli 1917 | 29. Mai 1918  | 31. März 1919     | versenkt am 13. März 1944 durch amerik. U-Boot USS Sand Lance, südwestlich der Insel Hachijō-jima |

## Technische Beschreibung

### Rumpf und Aufbauten
Der Rumpf eines Kreuzers der Tenryū-Klasse, unterteilt in wasserdichte Abteilungen, war über alles 142,93 Meter lang, 12,04 Meter breit und hatte bei einer Einsatzverdrängung von 4.011 Tonnen einen Tiefgang von 3,96 Meter. Wie in den Geschützten Kreuzern vor dem Ersten Weltkrieg befanden sich die Quartiere der Offiziere achtern, während die Schlafplätze der weiteren Besatzung vorne lagen. Die Hauptnachteile einer solchen Anordnung, eine Tradition aus der Zeit der Segelschifffahrt, bestand darin, dass die Offiziere weit entfernt von der Brücke untergebracht waren, an denen das Geräusch des Lenk- und Steuermechanismus und die Schraubenvibrationen ziemlich störend waren, insbesondere bei hohen Fahrstufen. Die Kabinen und Messen der Offiziere und Fähnriche befanden sich hinter den Maschinenräumen auf dem Unterdeck. Die Wohnräume der Unteroffiziere und der Mannschaften befanden sich vor den Kesselräumen und den Kohlebunkern auf dem Ober- und Unterdeck.
Die Aufbauten waren sehr einfach gestaltet. Sie bestanden aus einem kleinen Kommandoturm und vier weiteren Deckshäusern. Der Kommandoturm bestand aus drei Ebenen:
- unterste Ebene, auf Höhe des Vordecks, mit Telegrafen-/Kommunikationsraum und einem Bereitschaftsraum,
- mittlere Ebene, mit Kartenraum und der gepanzerter Kommandobrücke und
- oberste Ebene/Kompassbrücke, ausgestattet mit zwei Kompassen, Ferngläsern und einem Schnittbildentfernungsmesser

Bei Indienststellung war die Kompassbrücke oben offen und konnte nur mit einer Segeltuchabdeckung vor Witterungseinflüssen geschützt werden. Erste 1930 (Tenryū) bzw. 1933 (Tatsuta) wurde diese Mittels Stahlplatten und Glasfenstern geschlossen. Die drei mittschiffsgelegenen Deckshäuser, die alle 3,96 m breit waren, befanden sich die Lüftungsschächte der Kessel- und Maschinenräume sowie Werkstätten, Kombüsen, sanitäre Einrichtungen und verschiedenen Lagerräumen. Diesen folgte das achtere Deckhaus mit einem Pfahlmast und achterem Feuerleitstand.

#### Panzerung
Der Panzerschutz, welcher 4,2 Prozent der Verdrängung ausmachte, setzte sich aus einem 51 mm starken Gürtelpanzer, welcher sich von unterhalb der Wasserlinie bis zum Oberdeck gerade über die Maschinenräume erstreckte, sowie einem 25 bis 38 mm starken Panzerdeck zusammen.

### Antrieb
Der Antrieb erfolgte bei der Tenryū durch drei Brown-Curtis-Turbinensätze, welche von Mitsubishi hergestellt wurden, und bei der Tatsuta durch Parson-Turbinen von Kawasaki. Diese gaben ihre Leistung an drei Wellen mit je einer Schraube ab. Die Turbinensätze waren in zwei Räumen aufgestellt, wobei der vordere mit zwei Turbinen auf die beiden Außenwellen und der achteren mit einer Turbine auf die Mittelwelle wirkte. Zur Dampferzeugung standen zehn Kessel – Kampon-Kessel des Yarrow-Typs – zur Verfügung, mit welcher eine Gesamtleistung von 51.000 PS (37.510 kW) erreicht wurde. Diese Kessel waren in einem kleinen und zwei großen Kesselräumen untergebracht, wobei sich im vorderen zwei kleine ölbefeuerte, im mittleren vier große ölbefeuerte und im achteren zwei große ölbefeuerte und zwei kleine Kessel mit Mischbefeuerung befanden. Die Höchstgeschwindigkeit betrug 31 kn (57 km/h), wobei bei Probefahrten bis zu 33 kn (61 km/h) erreicht wurden. Es konnten 920 t Schweröl und 150 t Kohle gebunkert werden, was zu einer maximalen Fahrstrecke von 6.000 sm (11.112 km) bei 10 Knoten führte.

### Bewaffnung

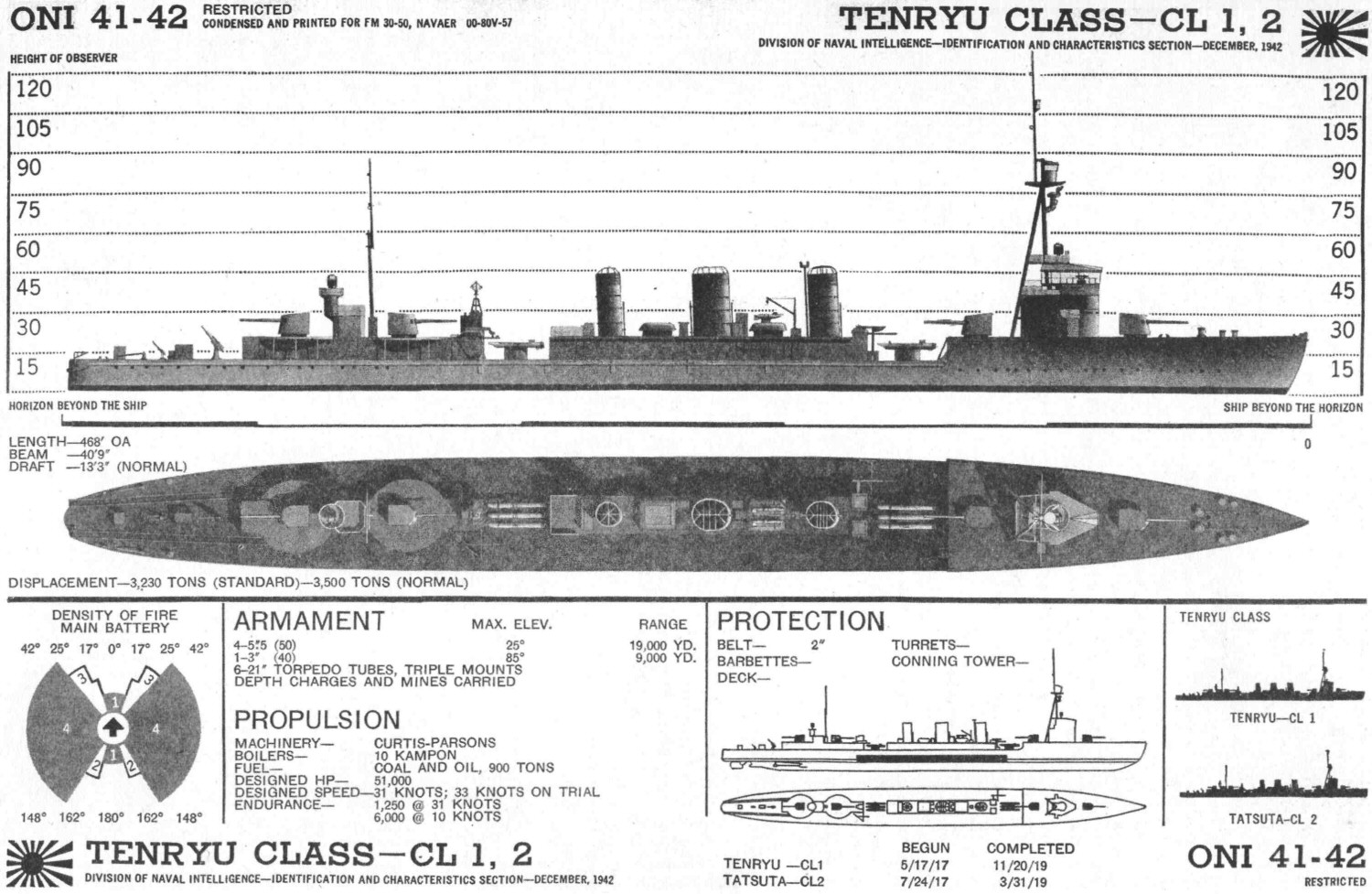
Ansicht der Aufstellung der Bewaffnung, als Zeichnung aus einem amerikanischen Erkennungshandbuch.

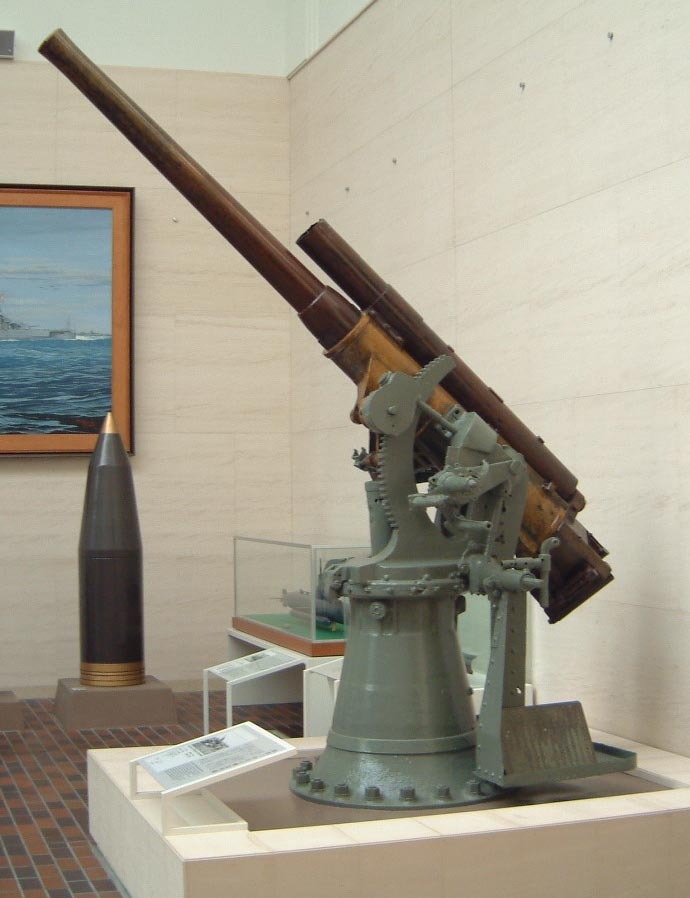
7,62-cm-Geschütz Typ 3, ausgestellt im Museum des Yasukuni-Schreins.

#### Artillerie
Bei Indienststellung bestand die Hauptbewaffnung aus vier 14-cm-Geschützen L/50 Typ 3. Diese konnten eine 38 Kilogramm schwere Granate bis zu 15,8 Kilometer weit schießen und waren in vier Einzellafetten verbaut. Diese Mittelpivotlafetten verfügten über einfache Schilde, welche dem Splitterschutz dienten, und hatten ein Gewicht von 21 Tonnen. Die Seiten- und Höhenrichtgeschwindigkeit betrug 8° pro Sekunde, der Höhenrichtbereich −7° bis +20° und der Seitenrichtbereich +150° bis −150°. Sie waren in der Mittschiffslinie, einer vor und hinter dem Brückenaufbau und zwei auf dem achteren Deckshaus jeweils vor und hinter dem achteren Feuerleitstand, aufgestellt.

#### Flugabwehr
Zur Zeit der Indienststellung bestand die Flugabwehrbewaffnung aus einem 7,62-cm-Geschütz L/40 Typ 3 auf dem Achterdeck und zwei 6,5-mm-Maschinengewehre Typ 3. Das 7,62-cm-Geschütz erreichte eine Kadenz von 13 bis 20 Schuss pro Minute und die maximale Reichweite betrug etwa 7,2 Kilometer bei 75° Rohrerhöhung. Die 3,35 Tonnen schwere manuel gesteuerte Mittelpivotlafette war um 360° drehbar und hatte einen Höhenrichtbereich von −7° bis +75°.
Die 6,5-mm-Maschinengewehre hatten eine maximale Feuerrate von rund 500 Schuss pro Minute. Die körpergesteuerte Lafette war um 360° drehbar und hatte einen Höhenrichtbereich von −25° bis +85°.
Bei Untergang der Tatsuta im März 1944 – die Tenryū ging bereits im Dezember 1942 verloren – bestand die Flugabwehrbewaffnung aus zehn 2,5-cm-Maschinenkanonen Typ 96 in Doppellafette.

#### Torpedos
Als Torpedobewaffnung wurden zwei Drillingstorpedorrohrsätze im Kaliber 53,3-cm für Torpedos des Typ 6 mitgeführt, welche sich Mittschiffs vor und hinter den Schornsteinen befanden.

### Sensoren

#### Feuerleitanlage
Zur Feuerleitung standen zwei Schnittbildentfernungsmesser mit Basislänge 8-Fuß – einer auf der Brücke und einer auf dem achteren Feuerleitstand – zur Verfügung.

## Besatzung
Die Besatzung hatte eine Stärke von 337 Mann. Diese setzte sich aus 33 Offizieren und 304 Unteroffizieren bzw. Mannschaften zusammen. Für die Funktion als Flaggschiff stand Raum zur Unterbringung eines Stabes zur Verfügung.

## Bemerkungen
1. ↑  Whitley gibt hier eine Besatzungsstärke von 332 und LaCroix/Wells von 327 an.